# 桃太郎電鉄11 ゴールド・サウンズ
『桃太郎電鉄11 ゴールド・サウンズ』は、2002年12月18日に発売されたサウンドトラックCD。桃太郎電鉄シリーズのサウンドトラックCDの一つである。

## 概要
ハドソンから発売されたPlayStation 2・ニンテンドー ゲームキューブ用ソフト『桃太郎電鉄11 ブラックボンビー出現!の巻』に使用されている楽曲が収録されたサウンドトラック。

## 収録曲
本サウンドトラックのライナーノーツより。
1. バック・トゥ・ザ・キャッスル
作曲：池毅
2. 桃鉄11 タイトル[1]
作曲：池毅
3. 出発進行2002
作曲：宮路一昭
4. ほんわかカレンダー
作曲：関口和之
5. 桃太郎電鉄2002
作曲：池毅
6. サンデー・マーチ
作曲：池毅
7. 海風のメヌエット
作曲：関口和之
8. ピーチ・エアライン
作曲：関口和之
9. ピーチ・エクスプレス
作曲：関口和之
10. リニアでGO!
作曲：関口和之
11. スペース・ツアーズ
作曲：関口和之
12. 最凶のボンビラス星
作曲：池毅
13. 大恐慌エレジー
作曲：関口和之
14. うんち列車で行こう！
作曲：関口和之
15. レッツ・ゴーゴー
作曲：宮路一昭
16. よろこびの到着
作曲：関口和之
17. ワイキキ・サンライズ
作曲：関口和之
18. ウキウキ・ショッピング
作曲：関口和之
19. ビンボーゴット
作曲：関口和之
20. 悪夢のキングボンビー
作曲：関口和之
21. 戻るな！ ミニボンビー
作曲：関口和之
22. 焼きみそストラット
作曲：関口和之
23. 怪獣大行進
作曲：関口和之
24. 暗黒のブラックボンビー
作曲：池毅
25. 戦え！ メカボンビー
作曲：池毅
26. 泣きおとしのバラード
作曲：関口和之
27. シルバーダンディ
作曲：関口和之
28. 鹿児島おいどん節
作曲：関口和之
29. それゆけオナラマン
作曲：関口和之
30. モモトラマンのテーマ
作曲：関口和之
31. グッスリンのテーマ
作曲：関口和之
32. 快傑ペペペマン
作曲：関口和之
33. 正義は必ず勝つ！
作曲：池毅
34. 列車でGO! GO! レース
作曲：宮路一昭
35. 大河の三滴
作曲：関口和之
36. 火の国で鬼ごっこ
作曲：池毅
37. サマーゴルフ
作曲：関口和之
38. エンジェル・チャイム
作曲：関口和之
39. デビルズ・ボイス
作曲：関口和之
40. 仙人登場
作曲：関口和之
41. 勝利のファンファーレ
作曲：関口和之
42. 失敗のファンファーレ
作曲：関口和之
43. 歓喜のファンファーレ
作曲：池毅
44. 私チャラよね！
作曲：関口和之
45. 王子の悲しみ
作曲：関口和之
46. 旅は道づれ 世は情け
作曲：関口和之
47. 豪速球の星
作曲：宮路一昭
48. ☆に願いを
作曲：宮路一昭
49. 正調バカこくでねえ節
作曲：関口和之
50. PBSデラックス
作曲：関口和之
51. 美しい出来事
作曲：池毅
52. 楽しい出来事
作曲：池毅
53. 東北ラッセラー！
作曲：池毅
54. サンタがゲームにやってきた
作曲：関口和之
55. 天変地異
作曲：関口和之
56. 台風こぞうだぜッ！
作曲：関口和之
57. ゴールド・ラッシュ
作曲：関口和之
58. スノウマン・ワルツ
作曲：関口和之
59. 湯けむりの宿
作曲：関口和之
60. 終着駅は始発駅
作曲：関口和之
61. ピーチ・アクアリウム
作曲：宮路一昭
62. 白熱の日本シリーズ
作曲：関口和之
63. 未来への挑戦
作曲：関口和之
64. グレイト・フェスティバル
作曲：宮路一昭
65. ハッピー・ピーチ・パレード'01
作曲：宮路一昭
66. スプリング・ステップ
作曲：関口和之
67. グランドフィナーレ
作曲：関口和之
68. 桃鉄よ永遠なれ！
作曲：池毅
69. ストロング・スタッフ
作曲：宮路一昭
70. いつかどこかで
作曲：関口和之

## スタッフ
本サウンドトラックのライナーノーツより。

### ゲームスタッフ
- ゲーム監督：さくまあきら
- キャラクター・デザイン：土居孝幸
- 音楽：関口和之、池毅、宮路一昭
- 音楽協力：辻邦博、村山知義
- ミュージックサポート：嶋倉一朗、坪口浩行

### CDスタッフ
- サウンドプロデューサー：三井啓介
- プロデューサー&ディレクター：高橋辰雄
- アシスタント：山上毅
- マスタリングスタジオ：ハートビートスタジオ
- マスタリングエンジニア：小橋幸男（ハートビートスタジオ）
- デザイン：谷水亮介、服部匡孝（いずれもgrapache）
- アートコーディネーション：伴野宏
- プロモーション：小倉尊行、田口光義、芳井実佐子、足立原光弘
- セールスプロモーション：安部治、山本未央、桑原陽子、清水博之（いずれもSMD）
- ライセンスマネジメント：大城戸一成
- プロダクトマネジメント：竹内麻美子、新谷早苗
- エグゼクティブプロデューサー：永田昭彦、青木普起、池田孝治
- スペシャルサンクス：梶野竜太郎、前田一恵、寺坂晃一、全国の桃鉄ファンの皆様